# 數根
在數學中，數根（又稱位數根或數字根Digital root）是自然數的一種性質，換句話說，每個自然數都有一個數根。
數根是將一正整數的各個位數相加（即橫向相加），若加完後的值大於10的話，則將該值進行橫向相加直到其值小於10為止，或是，將一數字重複做數字和，直到其值小於10為止，則所得的值為該數的數根。
例如54817的數根為7，因為5+4+8+1+7=25，25大於10則再加一次，2+5=7，7小於10，則7為54817的數根。

## 用途
數根可以計算模9之模運算的同餘，對於非常大的數字的情況下可以節省很多時間。
數字根可作為一種檢驗計算正確性的方法。例如，兩數字的和的數根等於兩數字分別的數根的和。
另外，數根也可以用來判斷數字的整除性，如果數根能被3或9整除，則原來的數也能被3或9整除。

## 外部連結
- pattern of digital root using MS Excel （页面存档备份，存于）
- 埃里克·韦斯坦因. . MathWorld.